# Группы смерти
«Группы смерти (18+)» — статья обозревателя «Новой газеты» Галины Мурсалиевой, опубликованная 16 мая 2016 года, в которой рассказывается о якобы существующей в социальной сети «ВКонтакте» секте, причастной к самоубийствам 130 подростков по всей территории России.
Статья набрала более 1,5 млн просмотров за два дня. Российские власти (Роскомнадзор, член Совета Федерации Елена Мизулина, уполномоченный по правам ребёнка Павел Астахов) потребовали провести проверку изложенных фактов и принять соответствующие меры. В то же время ряд СМИ и пользователей социальных сетей обвинили «Новую газету» в инициировании моральной паники. Некоторые обозреватели высказали мнение, что публикация данной статьи могла привести к ужесточению интернет-цензуры в России.

## Содержание статьи
Статья представляет собой описание расследования, проведённого «Ириной», матерью 12-летней школьницы «Эли» (имя, по словам автора статьи, изменено, согласно репортажу программы «Человек и закон», а также странице в социальной сети, имя погибшей — Ангелина Давыдова, матери — Елена Давыдова), покончившей с собой 25 декабря 2015 года в Рязани (место и время суицида упоминается несколько раз в самой статье, а также в сюжете «Человека и закона» и материалах других СМИ).
Согласно ему, Эля была принуждена к сведению счётов с жизнью группой неизвестных, действовавших через суицидальные группы в социальной сети «ВКонтакте» (упоминаются такие группы, как «Разбуди меня в 4:20», «Море китов», «f57», «Тихий дом» и другие).
По мнению автора, администраторы этой и многих других закрытых групп причастны к самоубийствам по меньшей мере 130 школьников в городах, указанных на имеющихся в статье карте. Доведение до самоубийства проходило в ходе «квеста», «завербованным» в который давались индивидуальные номера, 50 дней на принятие решения, по истечении которых означенные должны были совершить «самовыпиливание» (суицид). Автор статьи приводит элементы культа — изображение китов и бабочек (киты якобы выбрасываются на берег, таким образом спасаясь от неурядиц, бабочки живут всего один день), общение с администраторами чата в 4:20 ночи, ношение при себе ножей, порезы на руках, имитирование повреждения вен, посты, посвящённые погибшей «Рине Паленковой» и призывы следовать за ней, магический знак-анаграмма «ОНО».
Кроме того, журналист высказывает мнение, что за детьми устанавливается наблюдение «надсмотрщиков», которые помогают не решающимся пойти на этот шаг и фиксируют акт самоубийства на камеру с целью размещения этих видео в суицидальные группы.
В конце статьи Мурсалиева просит компетентные органы изучить материалы, имеющиеся в редакции газеты, а родителей — тщательнее контролировать переписку детей «ВКонтакте» и следить за возможными вышеуказанными проявлениями.

## Реакция

### Реакция СМИ и пользователей «ВКонтакте»
В течение ближайших суток некоторые СМИ (в частности, Lenta.ru, Сноб, Meduza) обвинили «Новую газету» в непрофессионализме, заявив, что автор статьи смешал в своём материале несколько различных ситуаций, и более того, перепутал причинно-следственную связь — дети вступают в подобные группы вследствие проблем в семье, а не наоборот. «Lenta.ru» провела собственное расследование, связавшись с администраторами некоторых указанных в статье групп. Более того, некоторые сообщества во «ВКонтакте», ранее проводившие свои расследования «групп-убийц» («Расследование вёл Анон», «Мурзилка»), обвинили «Новую» в краже материалов, а также опровергли существование таинственной секты, объяснив создание данных групп различными причинами, среди которых — повышение собственного рейтинга, повышение и монетизация трафика своих групп, стремление к власти и самоутверждению, попытки «спасти» от суицида и прочие. Также участники сообществ «деанонимизировали» некоторых администраторов групп.
Другие масс-медиа отметили, что поднятая вокруг статьи шумиха поможет лишь в «закручивании гаек» и наступлении на свободу слова в Интернете и никак не поможет в разрешении такой проблемы, как подростковая суицидальность, по проценту которой Россия лидирует в мире. Журналисты ряда СМИ стали рассматривать в этом контексте все подобные случаи. Так, 21 ноября 2016 года скоростным электропоездом были смертельно травмированы двое подростков в подмосковном Орехово-Зуеве. Происшествие и последующие публикации вынудили следственные органы принять во внимание версию о доведении до самоубийства.
Ответ «Новой газете» со стороны школьников дала в своём «Фейсбуке» Лиза Скульская.

### Ответ «Новой газеты»
На второй день после выхода в статьи заместитель генерального редактора газеты Сергей Соколов ответил на критику статьи в масс-медиа и Интернете, объяснив, в частности, сырость материалов попыткой предотвратить акцию массовых самоубийств, якобы назначенную на 17 мая.
После публикации «Лентой.ру» интервью одного из администраторов групп под псевдонимом «Море китов», в котором были обнародованы факты давления на него и угроз в его адрес со стороны журналистов «Новой газеты», её главный редактор принял решение временно отстранить своего заместителя С. Соколова до окончания служебной проверки. Сам Соколов заявил: «Приношу свои извинения за допущенную крайнюю форму некорректности. На тот момент, на стрессовом фоне непрекращающихся сообщений о новых случаях детского суицида, мне показалось подобное оправданным».
Через год была опубликована новая статья по этой же теме.
15 мая 2019 года в «Новой газете» была опубликована статья по истории предшественников «групп смерти» в Интернете.

## Расследование
Роскомнадзор пообещал проверить все материалы, изложенные в статье «Новой газеты»: «Мы в обязательном порядке отрабатываем все изложенные материалы совместно с Роспотребнадзором. Ещё в пятницу мы пообщались этому поводу с Дмитрием Муратовым», — сообщил «Интерфаксу» пресс-секретарь Роскомнадзора Вадим Ампелонский.
20 мая Главное управление Следственного комитета РФ по Санкт-Петербургу (месту регистрации ООО «ВКонтакте») приняло решение о возбуждении уголовного дела по признакам преступления, предусмотренного ч.4 ст. 33, ст. 110 УК РФ (подстрекательство к доведению до самоубийства).

## Подозреваемые
15 ноября 2016 года один из обвиняемых по делу, администратор ряда сообществ Филипп «Лис» Будейкин был задержан сотрудниками СК в Солнечногорске и этапирован в Санкт-Петербург. Ему и ряду его сообщников вменяется доведение до самоубийства как минимум 15 подростков.
Накануне своего ареста Филипп Будейкин дал интервью, где заявил, что страдает биполярным расстройством. Однако судебно-психиатрическая экспертиза признала его вменяемым. В детстве его били мать и брат. Своей целью он провозгласил чистку общества от «биомусора». Для того чтобы узнать, чем занимался человек в прошлом, Филипп по своей методике погружал его в транс во время сеанса в Skype.
6 июня в Москве задержан Илья Сидоров. 14 июня 2017 года завершено расследование уголовного дела Филиппа Будейкина.
17 июля 2017 года Тобольский районный суд приговорил Филиппа Будейкина за доведение несовершеннолетних до самоубийства с помощью социальных сетей к наказанию в виде лишения свободы на срок 3 года и 4 месяца в колонии-поселении.

## Последствия
С 7 июня 2017 года в России действует закон об уголовной ответственности за создание «групп смерти» в Интернете, предусматривающий до 6 лет лишения свободы.
В июне 2017 года министр внутренних дел России Владимир Колокольцев на заседании Правительственной комиссии по профилактике правонарушений заявил, что с начала года в стране заблокировано 16 тысяч «групп смерти».

15 августа 2017 года ситуацию вокруг «групп смерти» прокомментировал президент России Владимир Путин. Он заявил:
Те, кто вовлекает детей в «группы смерти» в Интернете, ничем не отличаются от убийц.